# Elvira Öberg
Elvira Öberg (Kiruna, 26 februari 1999) is een Zweeds biatlete en Olympisch kampioen. Ze vertegenwoordigde haar vaderland op de Olympische Winterspelen 2022 in Peking
In het wereldbekerseizoen 2019/20 werd ze verkozen tot rookie van het jaar.
Bij de Wereldkampioenschappen biatlon 2020 nam Öberg voor Zweden deel aan de 4x6 km.
Elvira Öberg is de jongere zus van Hanna Öberg. Ze trainen dagelijks samen.

## Carrière
Öberg maakte haar bedut in de wereldbeker op 1 december 2019 in Östersund waar ze met een 12e plaats in de 7,5 km sprint meteen ook haar eerste wereldbekerpunten scoorde. Het seizoen 2020/2021 behaalde Öberg haar eerste podiumplaats, ze behaalde brons op 3 december 2020 in Konthiolahti in de sprint. Diezelfde manche won ze met de Zweedse vrouwenploeg haar eerste estafette op wereldbekerniveau. Met verschillende top 10-plaatsen werd ze dat seizoen 12e in de eindstand van de wereldbeker.
Ze boekte haar eerste wereldbeker overwinning in het seizoen 2021/2022 op 18 december 2021 in Le Grand-Bornand in de sprint, de volgende dag won ze ook de aansluitende achtervolging. Tijdens datzelfde seizoen werd Öberg geselecteerd voor de Zweedse ploeg voor de Olympische Winterspelen 2022 in Peking. Daar won ze zowel op de sprint als op de achtervolging zilver, en won ze de Olympische titel op de estafette, samen met haar zus Hanna, Linn Persson en Mona Brorsson. Door in totaal 4 overwinning eindigde Öberg op de tweede plaats in de wereldbeker en won ze het klassement voor onder 25-jarigen.
Tijdens het seizoen 2022/2023 leek Öberg door 3 zeges in de eerste 4 manches mee te gaan spelen voor de eindoverwinning maar door ziekte moest ze forfait geven voor enkele events en raakte ze nooit meer in topvorm waardoor ze uiteindelijk op een 5e plaats in de eindstand belandde.

## Resultaten

### Olympische Spelen
| 2022 | Beijing | 13e | ↑ | ↑ | 9e | ↑ | 4e |

### Wereldkampioenschappen
| Jaar | Plaats   | Onderdeel   | Onderdeel | Onderdeel     | Onderdeel  | Onderdeel | Onderdeel          | Onderdeel                 | Onderdeel |
| Jaar | Plaats   | Individueel | Sprint    | Achtervolging | Massastart | Estafette | Gemengde estafette | Single gemengde estafette |           |
| ---- | -------- | ----------- | --------- | ------------- | ---------- | --------- | ------------------ | ------------------------- | --------- |
| 2020 | Antholz  | 14e         | 13e       | 47e           | 26e        | 5e        | —                  | —                         |           |
| 2021 | Pokljuka | 35e         | 22e       | 14e           | 14e        | 5e        | —                  | —                         |           |
| 2023 | Oberhof  | –           | 16e       | –             | –          | 3         | 9e                 | –                         |           |

*Tijdens een Olympisch jaar wordt er geen WK georganiseerd.

*De single gemengde estafette (single mixed relay) wordt gelopen sinds 2019.

### Wereldbeker
Eindklasseringen
| Seizoen   | Algemeen | Individueel | Sprint | Achtervolging | Massastart |
| --------- | -------- | ----------- | ------ | ------------- | ---------- |
| 2019/2020 | 24e      | 34e         | 15e    | 34e           | 33e        |
| 2020/2021 | 12e      | 18e         | 12e    | 8e            | 13e        |
| 2021/2022 | 2        | 33e         | 2      | 2             | 2          |
| 2022/2023 | 5e       | 9e          | 4e     | 2             | 25e        |
| 2023/2024 | 7e       | 7e          | 5e     | 6e            | 5e         |

Öberg werd in het wereldbekerseizoen 2020/2021 4e in het klassement voor sporters onder 25-jaar. In de seizoenen 2021/2022 en 2022/2023 won ze dat klassement.
Wereldbekerzeges
| Nr.         | Datum            | Plaats                  | Onderdeel                    |
| Individueel | Individueel      | Individueel             | Individueel                  |
| ----------- | ---------------- | ----------------------- | ---------------------------- |
| 1.          | 18 december 2021 | Le Grand Bornand        | 10 km sprint                 |
| 2.          | 19 december 2021 | Le Grand Bornand        | 10 km achtervolging          |
| 3.          | 12 januari 2022  | Ruhpolding              | 7,5 km sprint                |
| 4.          | 12 maart 2022    | Otepää                  | 12,5 km massastart           |
| 5.          | 17 december 2022 | Annecy/Le Grand Bornand | 10 km achtervolging          |
| 6.          | 05 januari 2023  | Pokljuka                | 7,5 km sprint                |
| 7.          | 7 januari 2023   | Pokljuka                | 10 km achtervolging          |
| 8.          | 9 december 2023  | Hochfilzen              | 10 km achtervolging          |
| 9.          | 8 december 2024  | Kontiolahti             | 12,5 km massastart           |
| 10.         | 19 januari 2025  | Ruhpolding              | 12,5 km massastart           |
| Estafettes  |                  |                         |                              |
| 1.          | 5 december 2020  | Kontiolahti             | 4 × 6 km estafette2          |
| 2.          | 4 maart 2021     | Nové Město              | 4 × 6 km estafette3          |
| 3.          | 11 december 2021 | Hochfilzen              | 4 × 6 km estafette4          |
| 4.          | 1 december 2022  | Kontiolahti             | 4 × 6 km estafette4          |
| 5.          | 1 december 2024  | Kontiolahti             | 4 × 6 km estafette5          |
| 6.          | 12 januari 2025  | Oberhof                 | 4 × 6 km gemengde estafette6 |